# Ghost in the Shell (2017)
Ghost in the Shell ist ein US-amerikanischer Science-Fiction-Actionfilm aus dem Jahr 2017. Regie führte Rupert Sanders, das Drehbuch verfassten William Wheeler, Jamie Moss und Ehren Kruger. Der Film ist die erste Realfilmumsetzung – zudem in stereoskopischem 3D – des Mangas Ghost in the Shell von Masamune Shirow und eine Neuverfilmung des gleichnamigen Animes aus dem Jahr 1995. In den Hauptrollen sind Scarlett Johansson, Pilou Asbæk, Michael Pitt, Takeshi Kitano, Chin Han, Lasarus Ratuere und Juliette Binoche zu sehen. In den deutschen Kinos feierte der Film seine Premiere am 30. März 2017, in den USA startete er einen Tag später.

## Handlung
In einer nahen Zukunft gehört es zur Normalität, dass sich Menschen synthetische Körperteile und Organe in ihre Körper einsetzen lassen, um diese zu verbessern. Einer der Marktführer in diesem Geschäft ist der Konzern Hanka Robotics.
Major Mira Killian ist der erste Mensch, dessen menschliches Gehirn mit ihrem Bewusstsein (der „Ghost“) bei Hanka Robotics unter der Leitung von Dr. Ouélet in einen komplett gynoiden Körper (die „Shell“) transplantiert wurde. Sie hat kaum noch Erinnerungen an ihr Leben vor der Transplantation und erfährt von Dr. Ouélet, dass ihre Eltern bei einem Terroranschlag auf ihr Flüchtlingsboot gestorben sind, wobei ihr menschlicher Körper irreparabel geschädigt wurde und nur ihr Gehirn gerettet werden konnte. Cutter, der CEO des Hanka-Konzerns, entscheidet nach erfolgreichem Gelingen der Transplantation, Killian in der staatlichen Spezialeinheit Sektion 9 im Kampf gegen Cyberterrorismus einzusetzen.
Während eines Geschäftsessens von Hanka-Mitarbeitern mit dem Präsidenten der Afrikanischen Föderation kommt es zu einem cyberterroristischen Anschlag, zu dem Killians Team von der Sektion 9 gerufen wird, welche den Anschlag jedoch nicht mehr verhindern kann. Killian und ihr Team stellen bei dem Einsatz eine mechanische Geisha sicher, die sich in das Gehirn des Wissenschaftlers Dr. Osmond von Hanka Robotics gehackt und diesen danach getötet hat. Die letzte Nachricht der Geisha vor deren Zerstörung beinhaltet die Drohung, dass alle, die mit Hanka Robotics kooperieren, vernichtet werden.
Trotz der Gefahr, dass ihr eigenes Gehirn dabei ebenfalls gehackt werden könnte, klinkt sich Killian direkt in die digitalen Überreste der Geisha ein, um nach Antworten zu den Hintergründen des Anschlags zu suchen. Sie trifft dabei auf ein unbekanntes Wesen namens Kuze, das für den Anschlag auf Hanka und den Präsidenten verantwortlich ist. Ziel der Sektion 9 ist es nun, Kuze zu finden und auszuschalten.
Im Laufe der Ermittlungen stellt sich heraus, dass Kuze ein missglückter Vorläufer Killians im Transplantationsprojekt Projekt 2571 war, den Hanka eigentlich sterben lassen wollte. Kuze will Killian überzeugen, auf seine Seite zu wechseln, das Gespräch mit ihm lässt Killian an ihrer eigenen Identität zweifeln und sie stellt schließlich Dr. Ouélet zur Rede. Diese gesteht, dass Killian künstliche Erinnerungen implantiert wurden, um sie zu einer eifrigen Kämpferin gegen den Cyberterrorismus zu machen. Cutter hatte die Menschen für die Experimente des Projekts 2571 „besorgt“, und Ouélet gesteht ein, keine Fragen nach deren Herkunft gestellt zu haben. Weiter erzählt sie Killian, dass es vor ihr bereits 98 Vorläufer gab, für die auf Auftrag Cutters Straßenkinder und andere Menschen aus sozialen Randgruppen gekidnappt wurden, da deren Verschwinden kein Aufsehen erregen würde; diese waren jedoch alle Fehlschläge, welche die Transplantationen nicht überlebten.
In der Zwischenzeit hat der Hanka-Konzern bzw. Cutter beschlossen, dass auch Killian ein Fehlschlag ist, weshalb sie festgenommen und zum Konzernlabor gebracht wird. Dr. Ouélet soll sie mit einer Tetrodotoxin-Injektion ins Gehirn töten, entscheidet sich jedoch dagegen und hilft Killian zu entkommen. Kurz zuvor gibt Ouélet an Killian schließlich als Hinweis auf ihre Vergangenheit eine Adresse.
Cutter tötet Dr. Ouélet daraufhin und will den Mord Killian in die Schuhe schieben.
Die Adresse entpuppt sich als Wohnung einer Frau, deren Tochter vor einem Jahr starb. Im Gespräch mit der Frau begreift Killian, dass diese ihre leibliche Mutter ist, Killian selbst eigentlich Motoko Kusanagi heißt und dass Motoko vor etwa einem Jahr von zu Hause weglief und sich einer politischen Untergrundbewegung angeschlossen hatte.
Killian begibt sich zum ehemaligen Treffpunkt der Untergrundbewegung, einem tempelähnlichen Gebäude, das immer wieder in Visionen Killians und Kuzes auftaucht. Dort erinnert sie sich schließlich an ihre Festnahme und Entführung und sie trifft wieder auf Kuze, in dem sie ihren früheren Freund Hideo wiedererkennt. Kurz darauf werden die beiden von Cutter mit einem ferngesteuerten spinnenartigen Panzer, einem sogenannten T08A2 (R-3000), angegriffen. Kuze wird schließlich von einem Scharfschützen auf Befehl Cutters erschossen, Killian überlebt hingegen den Angriff schwer beschädigt und wird von ihrem Teamkollegen und Freund Batou in Sicherheit gebracht. Der Leiter der Sektion 9, Daisuke Aramaki, wird ebenfalls von drei Schergen Cutters angegriffen, kann diese jedoch töten. Aramaki sucht schließlich Cutter auf und erschießt diesen mit Killians Billigung.
Der Film endet damit, dass Killian, deren Shell inzwischen wieder vollständig hergestellt wurde, zusammen mit ihrer Mutter ihr eigenes Grab besucht und ihre Arbeit bei der Sektion 9 weiter fortsetzt.

## Entstehung und Veröffentlichung
| Darsteller         | Deutscher Sprecher | Figur                          |
| ------------------ | ------------------ | ------------------------------ |
| Scarlett Johansson | Luise Helm         | Mira Killian / Motoko Kusanagi |
| Pilou Asbæk        | Sascha Rotermund   | Batou                          |
| Lasarus Ratuere    | Florian Diedrich   | Carlos Ishikawa                |
| Kai Fung Rieck     | Kai Fung Rieck     | Diamond Face                   |
| Anamaria Marinca   | Anne Düe           | Dr. Dahlin                     |
| Michael Wincott    | Oliver Siebeck     | Dr. Osmund                     |
| Juliette Binoche   | Maud Ackermann     | Dr. Ouelet                     |
| Kaori Momoi        | Anita Lochner      | Hairi                          |
| Michael Pitt       | Björn Schalla      | Hideo Kuze                     |
| Matthew Jeng       | Christian Intorp   | Hotel Yakuza Gunman            |
| Chris Obi          | Michael Ojake      | John Kipling                   |
| Danusia Samal      | Svantje Wascher    | Ladriya                        |
| Peter Ferdinando   | Lutz Schnell       | Mr. Cutter                     |
| David Johnson Wood | Dennis Sandmann    | Section Six Leader             |
| Daniel Henshall    | Leonhard Mahlich   | Skinny Man                     |
| Chin Han           | Axel Malzacher     | Togusa                         |
| Pete Teo           | Tobias Lelle       | Tony                           |

2008 erwarben DreamWorks und Steven Spielberg die Rechte, einen Realfilm des Mangas Ghost in the Shell von Masamune Shirow zu produzieren. Später wurden Avi Arad und Steven Paul als Produzenten des Projekts bestätigt, mit Jamie Moss als Drehbuchautor. Im Oktober 2009 wurde bekannt, dass Laeta Kalogridis Moss als Drehbuchautorin ersetzt habe. Viereinhalb Jahre später, im Januar 2014, wurde mit Rupert Sanders ein Regisseur gefunden. Zu diesem Zeitpunkt arbeitete William Wheeler bereits eineinhalb Jahre am Drehbuch. Später sagte er darüber: „Es war ein großes Unterfangen, ich war bereits der zweite oder dritte Autor, der an diesem Drehbuch gearbeitet hat. Insgesamt waren mindestens sechs oder sieben Autoren daran beteiligt“.
Ursprünglich war im September 2014 Margot Robbie für die Hauptrolle vorgesehen, Robbie wurde jedoch für den Film Suicide Squad für die Rolle der Harley Quinn gecastet und DreamWorks bot daher Scarlett Johansson die Hauptrolle an, die sie schließlich auch bekam. Im November 2015 wurde Pilou Asbæk für die Rolle von Batou engagiert. Ebenfalls in diesem Monat wurde berichtet, dass sich Sam Riley im Gespräch für die Rolle des Kuze, dem Antagonisten des Films, befände, diese Rolle wurde jedoch schließlich mit Michael Pitt besetzt. Im März 2016 wurde der japanische Schauspieler „Beat“ Takeshi Kitano für die Rolle des Daisuke Aramaki, dem Gründer und Anführer der Sektion 9, ausgewählt. Im April 2016 wurde die gesamte Besetzung bekanntgegeben, darunter Juliette Binoche, Chin Han und Lasarus Ratuere.
Die Dreharbeiten für Ghost in the Shell starteten in Wellington, Neuseeland, am 1. Februar 2016 und wurden am 3. Juni 2016 beendet. Außerdem wurde im Juni für einige Tage in der Jordan-Gegend im Distrikt Yau Tsim Mong der chinesischen Sonderverwaltungszone Hongkong gedreht. Die Filmmusik wurde in der Synchron Stage Vienna in Österreich aufgenommen. Die deutsche Synchronisation entstand nach einem Dialogbuch von Tobias Neumann und unter der Dialogregie von Marius Clarén im Auftrag der Berliner RC Production Kunze & Wunder GmbH & Co. KG.
Den reinen Produktionskosten in Höhe von knapp 110 Millionen US-Dollar stehen weltweite Einnahmen in Höhe von 169 Millionen US-Dollar entgegen. Die größten Märkte waren die USA und Kanada (40 Millionen), China (29 Millionen) und Japan (9 Millionen). Die leitenden Studios Paramount und Dreamworks investierten für die Produktion sowie Vermarktung des Films zwischen 200 und 250 Millionen US-Dollar, wodurch dieses Ergebnis einen Verlust von bis zu 80 Millionen US-Dollar bedeutet, weshalb der Film als finanzieller Flop gilt. In Deutschland spielte der Film knapp 6,7 Millionen US-Dollar ein und lockte etwa eine halbe Million Besucher in die Kinos. In Österreich und der Schweiz spielte Ghost in the Shell jeweils weniger als eine Million US-Dollar ein.

## Kritik
Ghost in the Shell erhielt ein verhaltenes Presseecho, was sich auch in den Auswertungen US-amerikanischer Aggregatoren widerspiegelt. So erfasst Rotten Tomatoes mehrheitlich kritische Besprechungen und ordnet den Film dementsprechend als „Gammelig“ ein. Laut Metacritic fallen die Bewertungen im Mittel „Durchwachsen oder Durchschnittlich“ aus. Auch das Publikum war nicht restlos überzeugt. So vergaben US-Kinobesucher einen „mittelmäßigen“ CinemaScore von B entsprechend der deutschen Schulnote 2.
Angelica Jade Bastien von RogerEbert.com widmet dem Film eine detaillierte Analyse und geht ausführlich sowohl auf den japanischen Manga von 1989, die Anime-Verfilmung von 1995 als auch auf die Mängel des Drehbuchs und die Leistungen der Schauspieler ein. Sie kommt schließlich zu dem Fazit, Ghost in the Shell sei wunderschön, sogar atemberaubend. Aber das visuelle Vergnügen könne nicht über die inhaltliche Leere hinwegtäuschen: „Niemals gab es einen Film mit einer derartigen Besessenheit von der menschlichen Seele, der gleichzeitig selbst von Seelenlosigkeit zeugt“.
Frank-Michael Helmke von Filmszene.de kritisiert die „Einfallslosigkeit der Erzählung [des] konventionellen Krimi-Thriller-Plot[s]“, wodurch der Film „letztlich auf keiner Ebene wirklich zu überzeugen“ weiß und „die erzählerisch faszinierenden Aspekte des Originals“ fehlen. Helmke beeindruckt Ghost in the Shell nur oberflächlich, dort „huldigt [der Film] in erstaunlicher Ehrerbietung […] der Ästhethik seines Originals“.
Für Guy Lodge vom Branchenblatt Variety bietet Ghost in the Shell „clevere, knallharte Unterhaltung“, die „durch die schwungvoll erzählte Geschichte und visuelle Darbietung die Original-Filme sogar fast übertrifft – auch wenn ein Teil von deren unheimlicher, melancholischer Stimmung nicht in die neue makellose Hülle übertragen wurde“.
Dan Jolin von der Filmzeitschrift Empire urteilt, dass der Film zwar „durch den Retroreiz des Cyberpunks […] solide und hübsch“ anzuschauen sei, sich jedoch „zu sehr mit seiner Hülle beschäftigt, wodurch vergessen wurde, genug Geist einzubringen“.